# Juana de J. Sarmiento
Juana de Jesús Sarmiento Ariza, más conocida como Juana de J. Sarmiento (1899-1979) fue una política y activista colombiana, reconocida por haber sido la primera alcaldesa electa de un municipio en Colombia.

## Biografía
Sarmiento nació en el municipio de Sabanalarga, en el departamento del Atlántico, ubicado al norte de Colombia. Inició su carrera política participando en la creación y organización de comités cívicos en el municipio. En la década de 1930 fundó una organización femenina denominada Colombia Democrática, convirtiéndose además en su presidenta. La creación de este comité dio paso para que en el país cafetero empezaran a crearse fundaciones lideradas exclusivamente por mujeres.
En 1935 fue una de las fundadoras de la Sociedad de Mejoras Públicas de Sabanalarga. Durante la década de 1940 continuó liderando campañas de activismo en beneficio de su municipio y de los derechos de la mujer y de los menos favorecidos. De esta forma, se convirtió en una ciudadana ilustre y respetada en Sabanalarga, consolidando su carrera política. El 15 de mayo de 1951, Sarmiento se convirtió en la primera alcaldesa electa de un municipio en toda la historia de Colombia.
En 1955 fue nombrada Secretaria del Consejo Administrativo del municipio, y dos años después se convirtió en colectora de hacienda. En uno de sus últimos esfuerzos cívicos, fue pieza clave en la construcción de un hogar de ancianos en la década de 1970.
Sarmiento falleció el 25 de mayo de 1979, a la edad de 79 años.